# Jorge Eduardo Coll
Jorge Eduardo Coll (Buenos Aires, 7 de mayo de 1882 - 2 de julio de 1967) fue un abogado criminalista, jurista y profesor de derecho argentino.

## Actividad en el Poder Judicial
A los 18 años, fue precursor la revista “Ideas” y en 1905, ingresó en la justicia nacional como escribiente, pasando por auxiliar, secretario del Juzgado de Instrucción de la Capital. 
Entre sus actuaciones en la esfera judicial cabe mencionar que como Fiscal de Primera Instancia recurrió la sentencia dictada en noviembre de 1914 por la cual el juez Ramos Mejía absolvió a Cayetano Santos Godino, conocido como “El Petiso Orejudo”, considerándolo penalmente irresponsable y ordenó remitir las actuaciones al Juzgado en lo civil para formalizar su internación por tiempo indefinido. A raíz de la apelación, la Cámara de Apelaciones en lo Criminal resolvió por unanimidad que Santos Godino fuera confinado (mientras no hubiera asilos adecuados) en una penitenciaría por tiempo indeterminado.

## Actividad política
Fue vicepresidente de la Comisión Honoraria de Superintendencia en 1924 y del Patronato Nacional de Menores en 1931. Por su iniciativa se organizó en 1933 con participación de delegados del gobierno provincial, de las universidades nacionales, de entidades vinculadas a la protección de la infancia, magistrados y funcionarios judiciales, la “I Conferencia sobre la Infancia Abandonada y Delincuentes”, que tenía como objeto dar “las bases de una legislación para menores, tribunales especiales para estos y la organización de establecimientos educativos”.
En 1935, junto a los Dres. Raimundo Meabe y Enrique Torino, Coll realizó la defensa del gobernador de la provincia de Buenos Aires, Federico Martínez de Hoz, en el juicio político que le siguieran ante el Senado de la Provincia. 
Al asumir el Roberto M. Ortiz la presidencia de la Nación (1938-1942) lo designó Ministro de Justicia e Instrucción Pública, cargo que ocupó entre el 20 de febrero de 1938 y el 2 de septiembre de 1940. Durante su gestión ministerial creció la instrucción pública en todos los niveles, tanto en cuanto a la cantidad de alumnos como al número de establecimientos y de docentes. Entre las nuevas instituciones se cuenta la Universidad Nacional de Cuyo, creada por decreto del 21 de marzo de 1939, en la cual la intervención de Coll fue decisiva pues la logró pese a que no existía todavía la ley del Congreso disponiendo la fundación y asignando los recursos a pesar de que se habían presentado proyectos de legisladores mendocinos.

## Actividad académica
Prestigioso penalista, se interesó de manera especial por la responsabilidad del estado en la formación de los jóvenes, especialmente desamparados, y a la forma de cumplir tal finalidad, y fue partidario de un enfoque preventivo en la lucha contra la delincuencia juvenil.
Así, su obra Asistencia social, base de su organización y funcionamiento fue texto de consulta de estudiosos del tema por la riqueza de sus consideraciones; también escribió Los menores delincuentes y abandonados, tema vinculado a su labor como director del Patronato Nacional de Menores. 
Fue profesor de Derecho Penal y Procesal en la Universidad de Buenos Aires desde 1918 hasta 1946 en que renunció y retornó al cargo en 1955. En 1961 pasó a ser profesor emérito y en 1966, profesor honorario. Donó a la Facultad de Derecho su biblioteca particular especializada en Derecho Penal y Criminología.
En 1937 redactó en colaboración con Eusebio Gómez un proyecto de Código Penal conocido desde entonces como el proyecto Coll-Gómez. Los mismos juristas escribieron en colaboración un Tratado de Derecho Penal en 5 tomos. Otras obras de Coll fueron: Una imperiosa necesidad. Los debates, La adopción e instituciones análogas y La acción pública y el derecho penal.

## Iniciativas en materia de educación y de familia
Coll fue autor de los dos proyectos de ley de adopción presentados en la Cámara de Diputados en la década del '30. Durante su ministerio se elaboró un Proyecto de Ley de educación común e instrucción primaria, media y especial. En 1939 solicitó que el Presupuesto nacional incluyera partidas especiales para la creación de colegios secundarios, escuelas para no videntes, kinder gardens, museos y bibliotecas, así como para el nuevo edificio para la Facultad de Derecho, donde todavía está funcionando. Por su iniciativa se creó el 28 de abril de 1938 la Comisión Nacional de Museos y de Monumentos y Lugares Históricos y el 28 de diciembre de 1939 el Archivo Gráfico de la Nación. 
Sobre la situación de los menores que cometen delitos opinaba que 

"La justicia no se realiza con la aplicación de varios meses o años de prisión a un menor que ha cometido un delito. La justicia se hará cuando la misma sociedad subsane las causas que han determinado a ese menor a cometerlo, si tiene jueces capaces de penetrar en su corazón y mentalidad incipientes, y si en lugar de enviarlo a una cárcel impropia lo entrega a manos de personas animadas de alto espíritu humanitario, capaces de formar su alma y orientarlo vocacionalmente en la vida"

El doctor Jorge Eduardo Coll falleció el 2 de julio de 1967.